# Add the Blonde
Add the Blonde je debutové studiové album polské zpěvačky Margaret, vydané 26. srpna 2014 společností Magic Records v distribuci Universal Music Polska.
Materiál umístěný na albu se skládá ze 14 anglických stop, zahrnuje všechny kompozice z EP All I Need a 8 premiérových kompozic. Část písní je dílem samotné zpěvačky. Producenty alba byli opět Joakim Buddeea Martin Eriksson a Ant Whiting.
Z desky pochází promo singly „Wasted” a „Start a Fire”, který se stal oficiální hymnou Mistrovství světa ve volejbale mužů 2014 a „Heartbeat”. Album se vyšplhalo na 8. místo v oficiálním seznamu prodejnosti OLiS a obdržela status platinové desky. Add the Blonde bylo mimo jiné nominováno na ceny SuperJedynki 2015 v kategorii SuperAlbum.
V race 2016 zpěvačka vydala reedici alba, kterou rozšířila o dva nové singly „Cool Me Down” (spolu s třemi jeho remixy) a „Elephant” a také kompozici „Smak radości”.

## Vydání
Dne 21. července 2014 Margaret prostřednictvím svých oficiálních účtů na sociálních sítích představila obálku svého debutového studiového album spolu s jeho názvem, Add the Blonde. Ve stejný den internetové portály informovaly o podrobnostech, které se týkaly alba. Datum zveřejnění alba spolu s jeho tracklistem bylo naplánováno na 26. srpen.
Deska obsahuje 13 skladeb, a to všechny kompozice z EP All I Need, singl „Wasted“ a 6 premiérových skladeb. Na začátku srpna byla na 14. místo v seznamu skladeb přidána navíc kompozice „Start a Fire”, která byla vytvořen pro potřeby Mistrovství světa ve volejbale mužů 2014 jako oficiální hymna akce. Celá deska se nese ve stylu pop.

## Tvůrci
Desku produkovali švédští producenti Joakim Buddee a Martin Eriksson a anglický producent Ant Whiting, který mimo jiné spolupracoval s takovými jmény jako Pixie Lott, M.I.A. nebo John Newman. Část skladeb umístěných na albu vytvořila sama Margaret. Mezi dalšími autory kompozic se nachází mimo jiné Thomas Karlsson, Joakim Buddee, Katy Rose, Martin Eriksson, Lovisa Birgersson, Ant Whiting nebo Olga Czyżykiewicz.

## Vydání a prodejnost
Album bylo vydáno 26. srpna 2014 v Polsku přes hudební vydavatelství Magické Records v distribuci Universal Music Polska. Sponzorství se ujali RMF FM, Glamour, empik.com, All About Music, muzodajnia.pl, cgm.pl, VIVA oraz onet.pl. Album se umístilo na 8. místě v seznamu padesáti nejprodávanějších alb v Polsku. Album navíc získalo platinovou desku jako ocenění za náklad přesahující 30 000 prodaných kopií.
Dne 30. prosince 2014 album vyšlo na vinylu. V roce 2016 byla na trh uvedena reedice desky, která se rozrostla o 6 skladeb: „Cool Me Down” (a její tři remixy) spolu s písní „Elephant” a také kompozice „Smak radości”. Oficiální premiéra desky se konala dne 2. prosince, ale už v září byl předpremiérově dostupná v síti řetězců Biedronka.
| Země   | Žebříček (2014)              | Nejvyšší umístění | Certifikace     | Prodejnost |
| ------ | ---------------------------- | ----------------- | --------------- | ---------- |
| Polsko | Oficiální seznam prodejnosti | 8                 | platinová deska | 30 000+    |

## Singly
Prvním singlem z alba byla vybrána píseň „Wasted”, vydaná dne 15. ledna 2014. Píseň se umístila v mnoha rozhlasových hitparádách. Navíc zaznamenala 6. místo žebříčku AirPlay – Top, který zahrnuje nejhranější skladby polských rozhlasových stanic, ve které se udržela po dobu 10 týdnů.
Na konci srpna 2014 vydavatelství Magické Records oznámilo, že druhým singlem z alba bude kompozice „Start a Fire”. Premiéra v rádiu se konala 21. srpna ve vysílání stanice RMF FM. Skladba se umístila na 10. místě v žebříčku nejranějších skladeb na rozhlasových stanicích.
Na počátku února 2015 Margaret v jednom z rozhovorů potvrdila, že chystá vydání skladby „Heartbeat“ jako třetí singl z alba. Rádiový debut singlu se uskutečnil 23. února ve vysílání rádia Eska. Píseň se umístila na 11. pozici v žebříčku AirPlay.
K reedici alba byly vydány promo singly „Cool Me Down” a „Elephant”, které se umístili na 4. a 21. v žebříčku AirPlay.

## Vizuální stránka
Obal desky měl knižní podobu, kde na každé straně na pozadí byly vyobrazeny kresby Bogna Kowalczyk a také texty písní spolu s autory. Návrh obálky vytvořil Tomasz Kudlak a focení pro album měla na starosti Antonina Dolani.
| Fotografie:          | Antonina Dolani |
| Grafické zpracování: | Tomasz Kudlak   |
| Kresby:              | Bogna Kowalczyk |
| Make-up:             | Tomasz Kozak    |
| Vlasy:               | Bartek Janusz   |

## Promo alba
Dne 3. dubna 2014 během koncertu ve varšavském klubu „Syreni Śpiew” Margaret premiérově představila většinu skladeb z alba. Na počátku srpna vydavatelství Magic Records uspořádalo soutěž na sociálních sítích, ve které hledalo kreativně zpracovanou obálku alba Add the Blonde. Dvanáct vítězů, kteří byli přímo zvoleni samotnou zpěvačkou, obdrželo pozvání k předpremiérovému poslechu alba, který se konal 12. srpna ve Varšavě.
Po 14 dní před premiérou alba (12. – 25. srpna), Magic Records spolu s Margaret prostřednictvím sociálních sítí prezentovali každý den speciálně navrženou grafiku tak, aby pokryly všechny skladby obsažené na albu, která byly zveřejněny v podobě filmů spolu s patnácti sekundovými segmenty písní. Den po premiéře Add the Blonde zpěvačka všechny obálky umístila také jedním postem na svůj blog.
V den premiéry alba, tj. 26. srpna, vydavatelství Magic Records zorganizovalo ve varšavském klubu „Iskra” první oficiální setkání fanoušků Margaret. Kromě toho na oslavu premiéry Magic Records, zpěvačka a empik.com společně uspořádali soutěž, ve které byly hlavní cenou nákupy se samotnou zpěvačkou.
Dne 2. září měli zájemci možnost získat podepsané album Add the Blonde v jednom z varšavských obchodních řetězců EMPiK a o den později v Łodzi. Zpěvačka se rovněž objevila obchodech EMPiK v Gdańsku (26. září 2014) a Rzeszowě (1. říjen 2014). V rámci propagace alba byla zpěvačka také hostem v několika televizních a internetových pořadech. Byl to například pořady Magiel towarzyski novinářky Karoliny Korwin Piotrowské, který vysílala stanice TVN Style nebo internetová 20m2 Łukasza.

## Tracklist
Standardní verze
| #   | Název                 | Autoři                                                                                 | Délka |
| --- | --------------------- | -------------------------------------------------------------------------------------- | ----- |
| 1.  | „Wasted”              | Thomas Karlsson, Emily Philips, Robert Uhlmann, Ant Whiting, Boris Potemkin            | 3:20  |
| 2.  | „Heartbeat”           | Małgorzata Jamroży, Joakim Buddee                                                      | 3:17  |
| 3.  | „Broke But Happy”     | Thomas Karlsson, Joakim Buddee                                                         | 3:42  |
| 4.  | „Too Little of Love”  | Małgorzata Jamroży, Joakim Buddee                                                      | 3:44  |
| 5.  | „As Good as You”      | Katy Rose, Joakim Buddee                                                               | 3:46  |
| 6.  | „Tell Me How Are Ya”  | Thomas Karlsson, Joakim Buddee, Martin Eriksson                                        | 3:27  |
| 7.  | „Thank You Very Much” | Thomas Karlsson, Joakim Buddee                                                         | 3:10  |
| 8.  | „All I Need”          | Thomas Karlsson, Katy Rose, Joakim Buddee, Martin Eriksson                             | 3:53  |
| 9.  | „L.O.L.”              | Mattias Olofsson, Joakim Buddee                                                        | 3:12  |
| 10. | „I Get Along”         | Thomas Karlsson, Joakim Buddee, Martin Eriksson                                        | 3:24  |
| 11. | „Click”               | Thomas Karlsson, Joakim Buddee, Lovisa Birgersson, Martin Eriksson                     | 3:27  |
| 12. | „Get Away”            | Thomas Karlsson, Joakim Buddee, Martin Eriksson, Małgorzata Jamroży, Olga Czyżykiewicz | 3:03  |
| 13. | „Dance for 2”         | Małgorzata Jamroży, Joakim Buddee, Thomas Karlsson                                     | 2:54  |
| 14. | „Start a Fire”        | Thomas Karlsson, Mats Tärnfors                                                         | 3:23  |
|     |                       | Celková délka:                                                                         | 47:42 |

Reedice
| #   | Název                              | Autoři                                                                                    | Délka   |
| --- | ---------------------------------- | ----------------------------------------------------------------------------------------- | ------- |
| 1.  | „Cool Me Down”                     | Robert Uhlmann, Arash, Alex Papaconstantinou, Anderz Wrethov, Viktor Svensson, Linnea Deb | 3:01    |
| 2.  | „Elephant”                         | Małgorzata Jamroży, Joakim Buddee, Thomas Karlsson                                        | 3:07    |
| 3.  | „Smak radości”                     | Tom Anthony, Gavin Spencer, Terry Boyle, Ewelina Kordy, Joanna Senieka                    | 2:19    |
| 4.  | „Wasted”                           | Thomas Karlsson, Emily Philips, Robert Uhlmann, Ant Whiting, Boris Potemkin               | 3:20    |
| 5.  | „Heartbeat”                        | Małgorzata Jamroży, Joakim Buddee                                                         | 3:17    |
| 6.  | „Broke But Happy”                  | Thomas Karlsson, Joakim Buddee                                                            | 3:42    |
| 7.  | „Too Little of Love”               | Małgorzata Jamroży, Joakim Buddee                                                         | 3:44    |
| 8.  | „As Good as You”                   | Katy Rose, Joakim Buddee                                                                  | 3:46    |
| 9.  | „Tell Me How Are Ya”               | Thomas Karlsson, Joakim Buddee, Martin Eriksson                                           | 3:27    |
| 10. | „Thank You Very Much”              | Thomas Karlsson, Joakim Buddee                                                            | 3:10    |
| 11. | „All I Need”                       | Thomas Karlsson, Katy Rose, Joakim Buddee, Martin Eriksson                                | 3:53    |
| 12. | „L.O.L.”                           | Mattias Olofsson, Joakim Buddee                                                           | 3:12    |
| 13. | „I Get Along”                      | Thomas Karlsson, Joakim Buddee, Martin Eriksson                                           | 3:24    |
| 14. | „Click”                            | Thomas Karlsson, Joakim Buddee, Lovisa Birgersson, Martin Eriksson                        | 3:27    |
| 15. | „Get Away”                         | Thomas Karlsson, Joakim Buddee, Martin Eriksson, Małgorzata Jamroży, Olga Czyżykiewicz    | 3:03    |
| 16. | „Dance for 2”                      | Małgorzata Jamroży, Joakim Buddee, Thomas Karlsson                                        | 2:54    |
| 17. | „Start a Fire”                     | Thomas Karlsson, Mats Tärnfors                                                            | 3:23    |
| 18. | „Cool Me Down” (Antrox Remix)      | Robert Uhlmann, Arash, Alex Papaconstantinou, Anderz Wrethov, Viktor Svensson, Linnea Deb | 4:21    |
| 19. | „Cool Me Down” (Decaville Remix)   | Robert Uhlmann, Arash, Alex Papaconstantinou, Anderz Wrethov, Viktor Svensson, Linnea Deb | 4:08    |
| 20. | „Cool Me Down” (Mike Candys Remix) | Robert Uhlmann, Arash, Alex Papaconstantinou, Anderz Wrethov, Viktor Svensson, Linnea Deb | 4:44    |
|     |                                    | Celková délka:                                                                            | 1:09:38 |

## Nominace a ocenění
| Rok  | Ocenění      | Kategorie  | Výsledek |
| ---- | ------------ | ---------- | -------- |
| 2015 | SuperJedynki | SuperAlbum | nominace |